# Polywood
Il polywood è un materiale composito costituito da resine termoplastiche. È utilizzato in molte delle stesse applicazioni tradizionali del legno, avendo un aspetto molto simile a quest'ultimo.

## Composizione
Questo materiale è composto da fibre di plastica che vengono unite insieme sotto alti livelli di calore e pressione per formare plance solide, travi, o fogli di materiale.

## Finitura
Nel polywood spesso vengono aggiunti coloranti che possono conferirgli un aspetto più brillante e attraente. Questi colori sono incorporati nella composizione del materiale in modo da durare nel tempo e non essere rimossi da rotture o scheggiature. Il polywood può anche essere verniciato per ottenere la finitura desiderata. Inoltre può essere prodotto con rilievi per meglio imitare l'aspetto del legno e può essere rivestito con strati di materiale resistente ai raggi ultravioletti per evitare lo sbiadimento dovuto alla luce solare.

## Utilizzo
Il polywood viene utilizzato principalmente per sostituire il legno in arredamento per esterni: è utilizzato per la produzione di arredamenti per bar e componenti d'arredo destinati ad uso esterno come tavoli da picnic, panchine, fioriere, persiane, sedie a sdraio, tavoli e panche.

## Vantaggi
Uno dei vantaggi principali nell'utilizzo di prodotti realizzati con questo materiale è la durata nel tempo e la bassa necessità di manutenzione. Il polywood è facile da pulire, ed è naturalmente resistente a pioggia, acqua salata, e altri fattori ambientali. È dotato di una elevata resistenza in rapporto al peso e, a differenza del legno, questo materiale non si ingrossa, non marcisce o altera a causa di variazioni di umidità nel corso del tempo. È anche resistente ai danni causati da insetti come tarli o termiti.

## Svantaggi
Rispetto al vero legno, il Polywood può essere costoso. La qualità tra questi prodotti può variare notevolmente a seconda del costruttore, e arredi di bassa qualità spesso sono dotati di un rivestimento di plastica poco attraente. Rispetto all'arredamento in legno quello in polywood è disponibile in una gamma più limitata di modelli, anche se alcuni produttori permettono la personalizzazione di modelli e finiture.